# Nemospiza conspicillata
Nemospiza conspicillata Simon, 1903 è un ragno appartenente alla famiglia Araneidae.
È l'unica specie nota del genere Nemospiza.

## Descrizione
La lunghezza non supera i 3 millimetri. Il cefalotorace è sottile, di colore olivaceo scuro, fittamente e finemente reticolato. L'opistosoma è allungato, di forma cilindrica.

## Distribuzione
La specie è stata rinvenuta in Sudafrica.

## Tassonomia
Dal 1903 non sono stati reperiti altri esemplari, né sono state descritte sottospecie al 2013.